# Superficie de fluencia

Comparación de las superficies de fluencia para los criterios de Von Mises y Tresca usando las tensiones principales como coordenadas.

La superficie de fluencia de un material es una construcción abstracta que permite visualizar el conjunto de tensiones posibles o admisibles dentro de un sólido deformable elastoplástico.

## Introducción
El estado tensional de un sólido deformable puede caracterizarse mediante tres valores de tensión según tres direcciones perpendiculares conocidas como tensiones principales de tensión, siendo los tres valores de tensión las llamadas tensiones principales. Por eso así el estado tensional en ese punto puede representarse por un espacio tridimensional {\displaystyle \mathbb {R} ^{3}}. La superficie de fluencia es una superficie bidimensional en dicho espacio de tensiones.
Cuando un sólido deformable se somete a tensiones progresivamente mayores, la energía potencial elástica se incrementa y a partir de cierto punto se producen transformaciones termodinámicas irreversibles al superar dicha energía cierto valor. El conjunto de puntos por debajo de los cuales no se producen transformaciones termodinámicas irreversibles es el conjunto de tensiones admisibles es una región conexa del espacio de tensiones. La frontera de la región de tensiones admisibles es precisamente superficie de fluencia.

## Plasticidad perfecta
Un material elastoplástico se dice que presenta plasticidad perfecta, si sea cual sea el valor de las tensiones en un punto, la superficie de fluencia no cambia ni de forma ni de posición en el espacio abstracto de tensiones. Cuando un material presenta plasticidad perfecta las ecuaciones constitutivas no necesitan incluir variables internas ni esfuerzos conjugados asociados y el problema elastoplástico es más sencillo.
Los materiales reales sin embargo casi siempre presentan plasticidad imperfecta, y la superficie de fluencia puede sufrir desplazamientos, tal como sucede en el efecto Bauschinger. Los cambios de forma, generalmente están asociados al comportamiento de endurecimiento, aumentando en ese caso el volumen encerrado en la superficie de fluencia.

## Propiedades de la superficie de fluencia
- Convexidad. Bajo argumentos termodinámicos puede probarse que, La superficie de fluencia es convexa.[1]
- Compacidad. La superficie de fluencia se considera cerrada y por tanto encierra un volumen finito. Y por tanto el conjunto de tensiones alcanzables es siempre un conjunto compacto.
- Continuidad. La superfiecie de fluencia se considera que es Lipshitz-continua.
- Unicidad del problema elastoplástico. Cuando la superficie no es diferenciable el problema elastoplástico puede ser tratado mediante métodos variacionales. Bajo condiciones suficientemente regulares puede probarse que la solución del problema elastoplástico, aun cuando la superficie no sea diferenciable, es única.[2]

## Ejemplos
Hay varias superficies de fluencia diferentes conocidas en ingeniería y las más populares se enumeran a continuación.

### Superficie de fluencia de Tresca
El criterio de fluencia de Tresca se considera obra de Henri Tresca. También se conoce como "teoría tensión cortante máxima" (MSST) y criterio Tresca-Guest (TG). En términos de las tensiones principales el criterio de Tresca se expresa como
{\displaystyle {\tfrac {1}{2}}{\max(|\sigma _{1}-\sigma _{2}|,|\sigma _{2}-\sigma _{3}|,|\sigma _{3}-\sigma _{1}|)=S_{sy}={\tfrac {1}{2}}S_{y}}\!}
Donde {\displaystyle S_{sy}} es el límite elástico en corte y {\displaystyle S_{y}} es el límite elástico en tracción.
La Figura 1 muestra la superficie de fluencia de Tresca-Guest en el espacio tridimensional de tensiones principales. Es un prism de seis lados y de longitud infinita. Esto significa que el material permanece elástico cuando las tres tensiones principales son aproximadamente equivalentes (un hidrostática), sin importar cuánto se comprima o estire. Sin embargo, cuando una de las tensiones principales se vuelve menor (o mayor) que las demás, el material está sujeto a corte. En tales situaciones, si el esfuerzo cortante alcanza el límite elástico, entonces el material ingresa al dominio plástico. La Figura 2 muestra la superficie de fluencia de Tresca-Guest en un espacio de tensiones bidimensional, es una sección transversal del prisma en el plano {\displaystyle \sigma _{1},\sigma _{2}}.

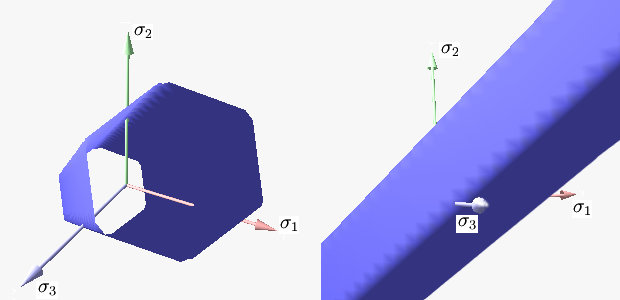
Figura 1: Vista de la superficie de fluencia de Tresca-Guest en el espacio 3D de tensiones principales

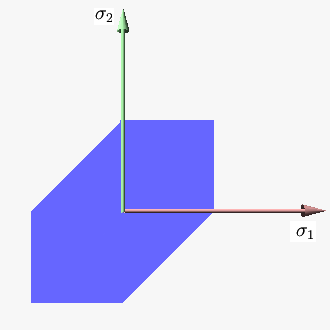
Figura 2: Superficie de fluencia de Tresca-Guest en el espacio 2D

### Superficie de fluencia de von Mises
El criterio de fluencia de von Mises se expresa en las tensiones principales como
{\displaystyle {(\sigma _{1}-\sigma _{2})^{2}+(\sigma _{2}-\sigma _{3})^{2}+(\sigma _{3}-\sigma _{1})^{2}=2{S_{y}}^{2}}\!}
donde {\displaystyle S_{y}} es el límite elástico en tensión uniaxial.
La Figura 3 muestra la superficie de fluencia de von Mises en el espacio tridimensional de tensiones principales. Es un cilindro de base circular de longitud infinita con su eje inclinado en ángulos iguales a las tres tensiones principales. La Figura 4 muestra la superficie de fluencia de von Mises en un espacio bidimensional en comparación con el criterio de Tresca-Guest. Una sección transversal del cilindro de von Mises en el plano de {\displaystyle \sigma _{1},\sigma _{2}} produce la forma elliptical de la superficie de fluencia.

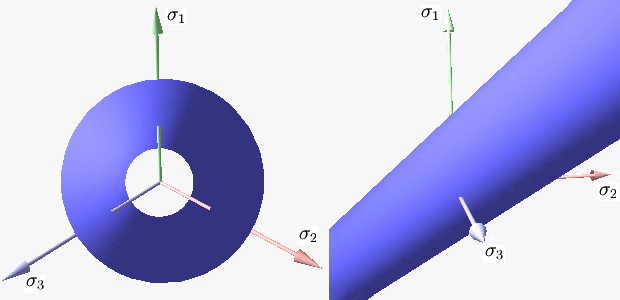
Figura 3: Vista de la superficie de fluencia de Huber-Mises-Hencky en el espacio 3D de tensiones principales

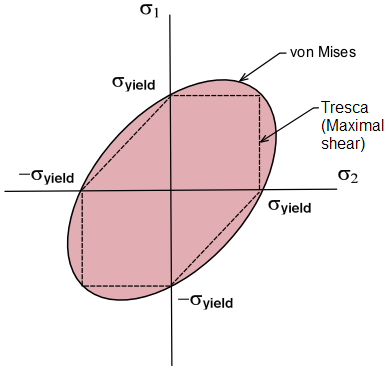
Figura 4: Comparación de los criterios de Tresca-Guest y Huber-Mises-Hencky en el espacio 2D

### Criterio de Burzyński-Yagn
Este criterio toma la forma
{\displaystyle 3I_{2}'={\frac {\sigma _{\mathrm {eq} }-\gamma _{1}I_{1}}{1-\gamma _{1}}}{\frac {\sigma _{\mathrm {eq} }-\gamma _{2}I_{1}}{1-\gamma _{2}}}}
y representa la ecuación general de una superficie de revolución de segundo orden alrededor del eje hidrostático. Algunos casos especiales son:
- Cilindro {\displaystyle \gamma _{1}=\gamma _{2}=0} (Maxwell (1865), Huber (1904), von Mises (1913), Hencky (1924)),
- Cono {\displaystyle \gamma _{1}=\gamma _{2}\in ]0,1[} (Botkin (1940), Drucker-Prager (1952), Mirolyubov (1953)),
- Paraboloide {\displaystyle \gamma _{1}\in ]0,1[,\gamma _{2}=0} (Burzyński (1928), Balandin (1937), Torre (1947)),
- Elipsoide centrado en el plano de simetría {\displaystyle I_{1}=0}, {\displaystyle \gamma _{1}=-\gamma _{2}\in ]0,1[} (Beltrami (1885)),
- Elipsoide centrado en el plano de simetría {\displaystyle I_{1}={\frac {1}{2}}\,{\bigg (}{\frac {1}{\gamma _{1}}}+{\frac {1}{\gamma _{2}}}{\bigg )}} con {\displaystyle \gamma _{1}\in ]0,1[,\gamma _{2}<0} (Schleicher (1926)),
- Hiperboloide de dos hojas {\displaystyle \gamma _{1}\in ]0,1[,\gamma _{2}\in ]0,\gamma _{1}[} (Burzynski (1928), Yagn (1931)),
- Hiperboloide de una hoja centrada en el plano de simetría {\displaystyle I_{1}=0}, {\displaystyle \gamma _{1}=-\gamma _{2}=a\,i}, {\displaystyle i={\sqrt {-1}}} (Kuhn (1980))
- Hiperboloide de una hoja {\displaystyle \gamma _{1,2}=b\pm a\,i}, {\displaystyle i={\sqrt {-1}}} (Filonenko-Boroditsch (1960), Gol'denblat-Kopnov (1968), Filin (1975)).

Las relaciones compresión-tensión y torsión-tensión se pueden calcular para
{\displaystyle {\frac {\sigma _{-}}{\sigma _{+}}}={\frac {1}{1-\gamma _{1}-\gamma _{2}}},\qquad {\bigg (}{\sqrt {3}}\,{\frac {\tau _{*}}{\sigma _{+}}}{\bigg )}^{2}={\frac {1}{(1-\gamma _{1})(1-\gamma _{2})}}}
Las relaciones de Poisson en tensión y compresión se obtienen usando
{\displaystyle \nu _{+}^{\mathrm {in} }={\frac {-1+2(\gamma _{1}+\gamma _{2})-3\gamma _{1}\gamma _{2}}{-2+\gamma _{1}+\gamma _{2}}}}
{\displaystyle \nu _{-}^{\mathrm {in} }=-{\frac {-1+\gamma _{1}^{2}+\gamma _{2}^{2}-\gamma _{1}\,\gamma _{2}}{(-2+\gamma _{1}+\gamma _{2})\,(-1+\gamma _{1}+\gamma _{2})}}}
Para materiales dúctiles la restricción
{\displaystyle \nu _{+}^{\mathrm {in} }\in {\bigg [}\,0.48,\,{\frac {1}{2}}\,{\bigg ]}}
es importante. La aplicación de criterios rotacionalmente simétricos para falla frágil con
{\displaystyle \nu _{+}^{\mathrm {in} }\in ]-1,~\nu _{+}^{\mathrm {el} }\,]}
no ha sido suficientemente estudiado.
El criterio de Burzyński-Yagn es muy adecuado para fines académicos. Para aplicaciones prácticas, se debe introducir en la ecuación el tercer invariante del desviador en potencia par e impar, por ejemplo:
{\displaystyle 3I_{2}'{\frac {1+c_{3}\cos 3\theta +c_{6}\cos ^{2}3\theta }{1+c_{3}+c_{6}}}={\frac {\sigma _{\mathrm {eq} }-\gamma _{1}I_{1}}{1-\gamma _{1}}}{\frac {\sigma _{\mathrm {eq} }-\gamma _{2}I_{1}}{1-\gamma _{2}}}}

### Criterio de Huber
El criterio de Huber consta del elipsoide de Beltrami y un cilindro de von Mises escalado en el espacio de tensión principal, ver también
{\displaystyle 3\,I_{2}'=\left\{{\begin{array}{ll}\displaystyle {\frac {\sigma _{\mathrm {eq} }-\gamma _{1}\,I_{1}}{1-\gamma _{1}}}\,{\frac {\sigma _{\mathrm {eq} }+\gamma _{1}\,I_{1}}{1+\gamma _{1}}},&I_{1}>0\\[1em]\displaystyle {\frac {\sigma _{\mathrm {eq} }}{1-\gamma _{1}}}\,{\frac {\sigma _{\mathrm {eq} }}{1+\gamma _{1}}},&I_{1}\leq 0\end{array}}\right.}
con {\displaystyle \gamma _{1}\in [0,1[}. La transición entre las superficies en la sección transversal {\displaystyle I_{1}=0} es continuamente diferenciable.
El criterio representa la "visión clásica" con respecto al comportamiento material inelástico:
- comportamiento del material sensible a la presión para {\displaystyle I_{1}>0} con {\displaystyle \nu _{+}^{\mathrm {in} }\in \left]-1,\,1/2\right]} y
- comportamiento del material insensible a la presión para {\displaystyle I_{1}<0} con {\displaystyle \nu _{-}^{\mathrm {in} }=1/2}

El criterio de Huber se puede utilizar como superficie de fluencia con una restricción empírica para el índice de Poisson en la tensión {\displaystyle \nu _{+}^{\mathrm {in} }\in [0.48,1/2]}, lo que conduce a {\displaystyle \gamma _{1}\in [0,0.1155]}.

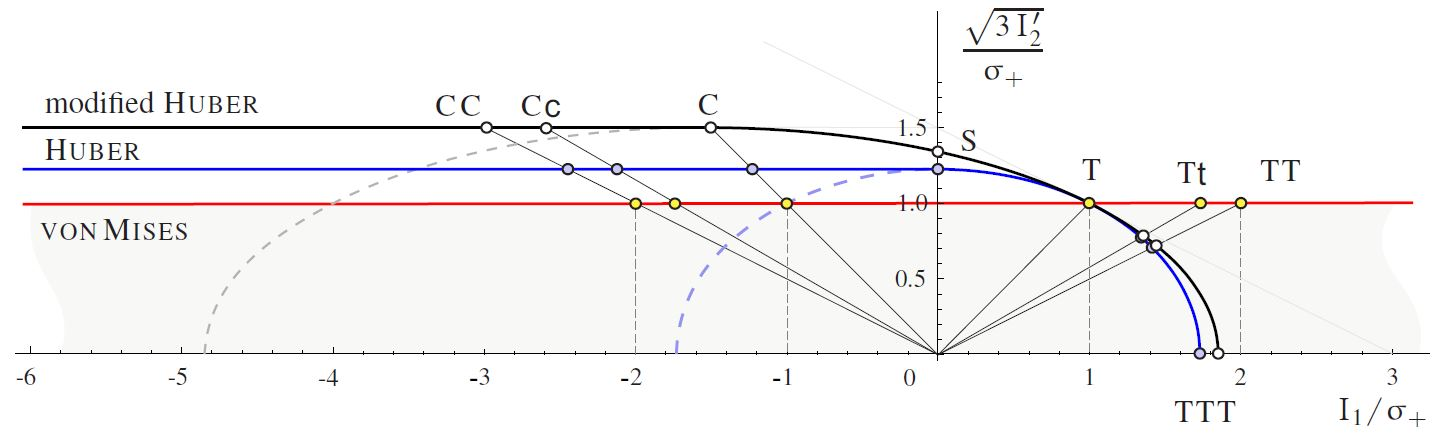
Criterio de Huber con y el criterio de Huber modificado con y en el plano de Burzyński, dispuesto según la hipótesis de la tensión normal. El criterio de von Mises se muestra para su comparación

El criterio de Huber modificado, ver también, cf.
{\displaystyle 3\,I_{2}'=\left\{{\begin{array}{ll}\displaystyle {\frac {\sigma _{\mathrm {eq} }-\gamma _{1}\,I_{1}}{1-\gamma _{1}}}\,{\frac {\sigma _{\mathrm {eq} }-\gamma _{2}\,I_{1}}{1-\gamma _{2}}},&I_{1}>-d\,\sigma _{\mathrm {+} }\\[1em]\displaystyle {\frac {\sigma _{\mathrm {eq} }^{2}}{(1-\gamma _{1}-\gamma _{2})^{2}}},&I_{1}\leq -d\,\sigma _{\mathrm {+} }\end{array}}\right.}
Consiste en el elipsoide de Schleicher con la restricción del índice de Poisson en compresión
{\displaystyle \nu _{-}^{\mathrm {in} }=-{\frac {-1+\gamma _{1}^{2}+\gamma _{2}^{2}-\gamma _{1}\,\gamma _{2}}{(-2+\gamma _{1}+\gamma _{2})\,(-1+\gamma _{1}+\gamma _{2})}}={\frac {1}{2}}}
y un cilindro con la transición {\displaystyle C^{1}} en la sección transversal {\displaystyle I_{1}=-d\,\sigma _{\mathrm {+} }}. La segunda configuración de los parámetros {\displaystyle \gamma _{1}\in [0,1[} y {\displaystyle \gamma _{2}<0} sigue con la relación compresión/tensión
{\displaystyle d={\frac {\sigma _{-}}{\sigma _{+}}}={\frac {1}{1-\gamma _{1}-\gamma _{2}}}\geq 1}
El criterio de Huber modificado se puede adaptar mejor a los datos medidos como el criterio de Huber. Para configurar {\displaystyle \nu _{+}^{\mathrm {in} }=0.48} sigue {\displaystyle \gamma _{1}=0.0880} y {\displaystyle \gamma _{2}=-0.0747}.
El criterio de Huber y el criterio de Huber modificado deben preferirse al criterio de von Mises, ya que se obtienen resultados más seguros en la región {\displaystyle I_{1}>\sigma _{\mathrm {+} }}.
Para aplicaciones prácticas, en estos criterios se debe considerar el tercer invariante del desviador {\displaystyle I_{3}'}.

### Superficie de fluencia de Mohr-Coulomb
El criterio de fluencia (fallo) de Mohr-Coulomb es similar al criterio de Tresca, con disposiciones adicionales para materiales con diferentes límites elásticos a tracción y compresión. Este modelo se utiliza a menudo para modelar hormigón, suelos o materiales granulares. El criterio de fluencia de Mohr-Coulomb se puede expresar como:
{\displaystyle {\frac {m+1}{2}}\max {\Big (}|\sigma _{1}-\sigma _{2}|+K(\sigma _{1}+\sigma _{2})~,~~|\sigma _{1}-\sigma _{3}|+K(\sigma _{1}+\sigma _{3})~,~~|\sigma _{2}-\sigma _{3}|+K(\sigma _{2}+\sigma _{3}){\Big )}=S_{yc}}
donde
{\displaystyle m={\frac {S_{yc}}{S_{yt}}};K={\frac {m-1}{m+1}}}
y los parámetros {\displaystyle S_{yc}} y {\displaystyle S_{yt}} son los esfuerzos de fluencia (fallo) del material en compresión y tensión uniaxial, respectivamente. La fórmula se reduce al criterio de Tresca si {\displaystyle S_{yc}=S_{yt}}.
La Figura 5 muestra la superficie de fluencia de Mohr-Coulomb en el espacio tridimensional de tensiones principales. Es un prisma cónico y {\displaystyle K} determina el ángulo de inclinación de la superficie cónica. La Figura 6 muestra la superficie de fluencia de Mohr-Coulomb en un espacio de tensión bidimensional. En la Figura 6, {\displaystyle R_{r}} y {\displaystyle R_{c}} se utilizan para {\displaystyle S_{yt}} y {\displaystyle S_{yc}}, respectivamente, en la fórmula. Es una sección transversal de este prisma cónico en el plano de {\displaystyle \sigma _{1},\sigma _{2}}. En la Figura 6, Rr y Rc se utilizan para Syc y Syt, respectivamente, en la fórmula.

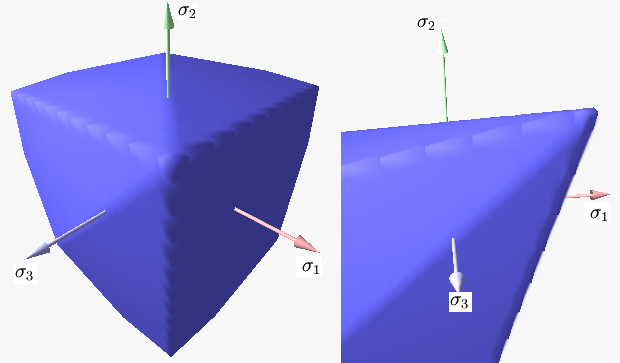
Figura 5: vista de la superficie de fluencia de Mohr-Coulomb en el espacio 3D de tensiones principales

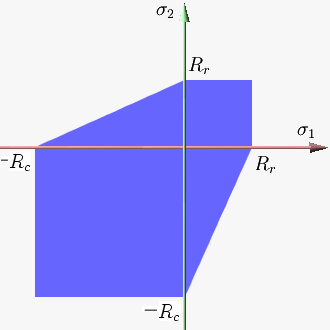
Figura 6: Superficie de fluencia de Mohr-Coulomb en el espacio 2D

### Superficie de fluencia Drucker-Prager
El Drucker–Prager yield criterion es similar al criterio de fluencia de von Mises, con disposiciones para el manejo de materiales con diferentes límites elásticos a la tracción y a la compresión. Este criterio se utiliza con mayor frecuencia para hormigón, donde tanto los esfuerzos normales como los de corte pueden determinar la falla. El criterio de fluencia de Drucker-Prager puede expresarse como
{\displaystyle {\bigg (}{\frac {m-1}{2}}{\bigg )}(\sigma _{1}+\sigma _{2}+\sigma _{3})+{\bigg (}{\frac {m+1}{2}}{\bigg )}{\sqrt {\frac {(\sigma _{1}-\sigma _{2})^{2}+(\sigma _{2}-\sigma _{3})^{2}+(\sigma _{3}-\sigma _{1})^{2}}{2}}}=S_{yc}}
donde
{\displaystyle m={\frac {S_{yc}}{S_{yt}}}}
y {\displaystyle S_{yc}}, {\displaystyle S_{yt}} son los esfuerzos de fluencia uniaxiales en compresión y tensión respectivamente. La fórmula se reduce a la ecuación de von Mises si {\displaystyle S_{yc}=S_{yt}}.
La Figura 7 muestra la superficie de fluencia de Drucker-Prager en el espacio tridimensional de tensiones principales. Es un cone normal. La Figura 8 muestra la superficie de fluencia de Drucker-Prager en un espacio bidimensional. El dominio elástico elíptico es una sección transversal del cono en el plano de {\displaystyle \sigma _{1},\sigma _{2}}; se puede elegir para cruzar la superficie de cedencia de Mohr-Coulomb en diferente número de vértices. Una opción es intersecar la superficie de fluencia de Mohr-Coulomb en tres vértices a cada lado de la línea {\displaystyle \sigma _{1}=-\sigma _{2}}, pero generalmente se seleccionan por convención para que sean aquellos en el régimen de compresión. Otra opción es intersecar la superficie de cedencia de Mohr-Coulomb en cuatro vértices en ambos ejes (ajuste uniaxial) o en dos vértices en la diagonal {\displaystyle \sigma _{1}=\sigma _{2}} (ajuste biaxial). El criterio de fluencia de Drucker-Prager también se expresa comúnmente en términos de la cohesión del material y del ángulo de fricción.

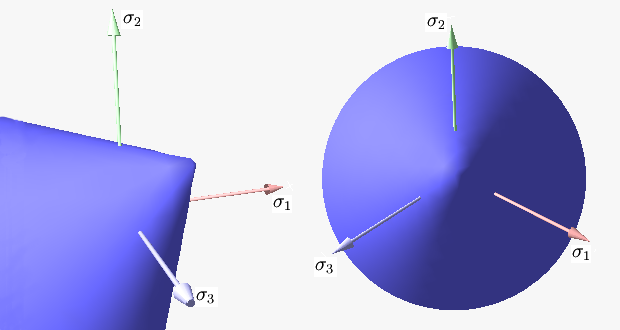
Figura 7: vista de la superficie de fluencia de Drucker-Prager en el espacio 3D de tensiones principales

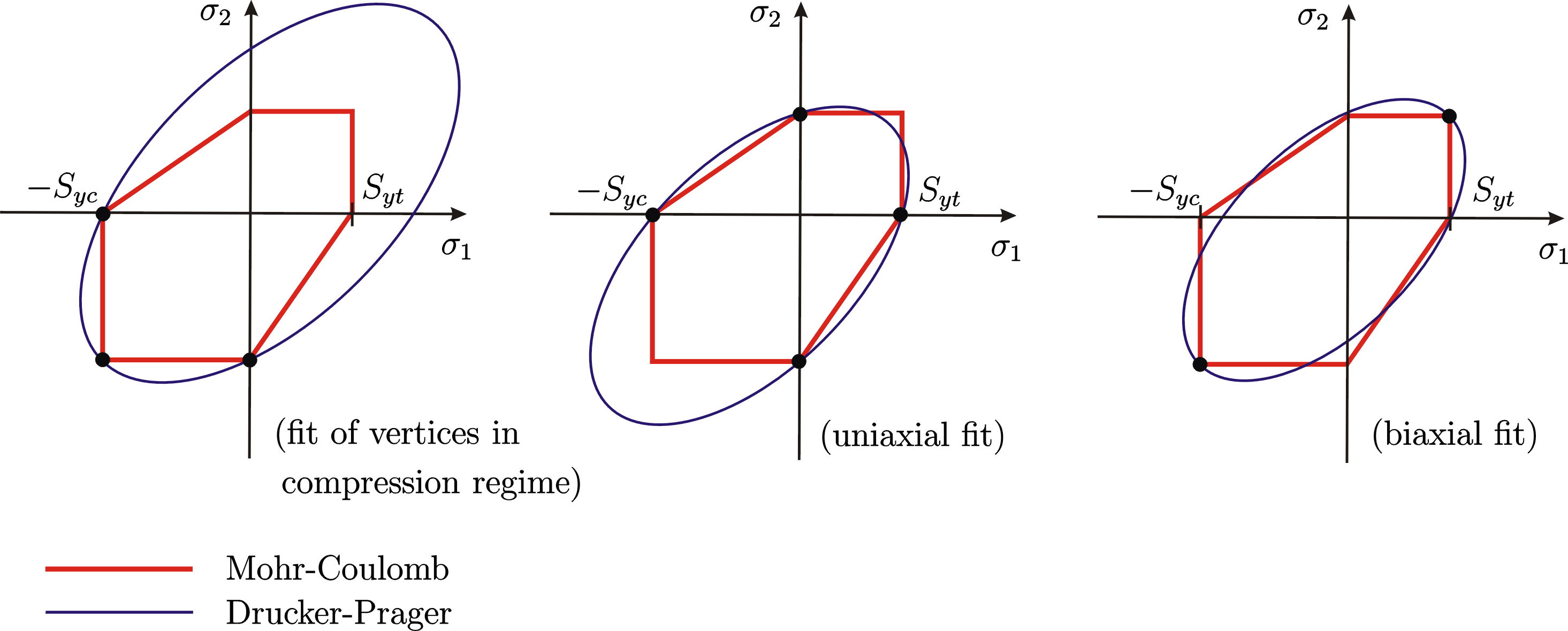
Figura 8: Vista de la superficie de fluencia de Drucker-Prager en el espacio 2D de tensiones principales

### Superficie de fluencia Bresler-Pister

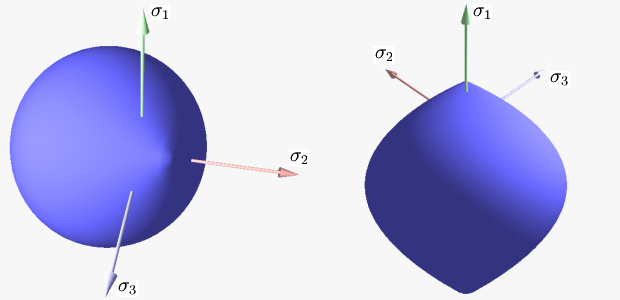
Figura 9: Vista de la superficie de fluencia de Bresler-Pister en el espacio 3D de tensiones principales

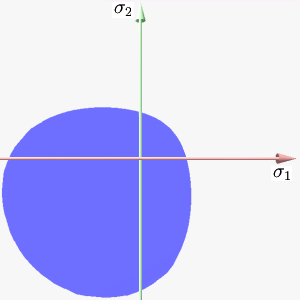
Figura 10: Superficie de fluencia de Bresler-Pister en el espacio 2D

El criterio de fluencia de Bresler-Pister es una extensión del criterio de fluencia de Drucker-Prager que utiliza tres parámetros y tiene términos adicionales para materiales que ceden bajo compresión hidrostática.
En términos de las tensiones principales, este criterio de fluencia se puede expresar como:
{\displaystyle S_{yc}={\tfrac {1}{\sqrt {2}}}\left[(\sigma _{1}-\sigma _{2})^{2}+(\sigma _{2}-\sigma _{3})^{2}+(\sigma _{3}-\sigma _{1})^{2}\right]^{1/2}-c_{0}-c_{1}~(\sigma _{1}+\sigma _{2}+\sigma _{3})-c_{2}~(\sigma _{1}+\sigma _{2}+\sigma _{3})^{2}}
donde {\displaystyle c_{0},c_{1},c_{2}} son constantes materiales. El parámetro adicional {\displaystyle c_{2}} le da a la superficie de fluencia una sección transversal ellipsoidal cuando se ve desde una dirección perpendicular a su eje. Si {\displaystyle \sigma _{c}} es el límite elástico en compresión uniaxial, {\displaystyle \sigma _{t}} es el límite elástico en tensión uniaxial y {\displaystyle \sigma _{b}} es el límite elástico en compresión biaxial, los parámetros se pueden expresar como:
{\displaystyle {\begin{aligned}c_{1}=&\left({\cfrac {\sigma _{t}-\sigma _{c}}{(\sigma _{t}+\sigma _{c})}}\right)\left({\cfrac {4\sigma _{b}^{2}-\sigma _{b}(\sigma _{c}+\sigma _{t})+\sigma _{c}\sigma _{t}}{4\sigma _{b}^{2}+2\sigma _{b}(\sigma _{t}-\sigma _{c})-\sigma _{c}\sigma _{t}}}\right)\\c_{2}=&\left({\cfrac {1}{(\sigma _{t}+\sigma _{c})}}\right)\left({\cfrac {\sigma _{b}(3\sigma _{t}-\sigma _{c})-2\sigma _{c}\sigma _{t}}{4\sigma _{b}^{2}+2\sigma _{b}(\sigma _{t}-\sigma _{c})-\sigma _{c}\sigma _{t}}}\right)\\c_{0}=&c_{1}\sigma _{c}-c_{2}\sigma _{c}^{2}\end{aligned}}}

### Superficie de fluencia Willam-Warnke
El criterio de fluencia de Willam-Warnke es una versión suavizada con tres parámetros del criterio de fluencia de Mohr-Coulomb que tiene similitudes en la forma con los criterios de fluencia de Drucker–Prager y de Bresler-Pister.
El criterio de fluencia tiene la forma funcional
{\displaystyle f(I_{1},J_{2},J_{3})=0~.}
Sin embargo, se expresa más comúnmente en coordenadas Haigh-Westergaard como
{\displaystyle f(\xi ,\rho ,\theta )=0~.}
La sección transversal de la superficie vista en su eje es un triángulo suavizado (a diferencia de Mohr-Coulomb). La superficie de cedencia de Willam-Warnke es convexa y tiene derivadas primera y segunda únicas y bien definidas en cada punto de su superficie. Por lo tanto, el modelo de Willam-Warnke es computacionalmente robusto y se ha utilizado para una variedad de materiales cohesivo-friccionales.

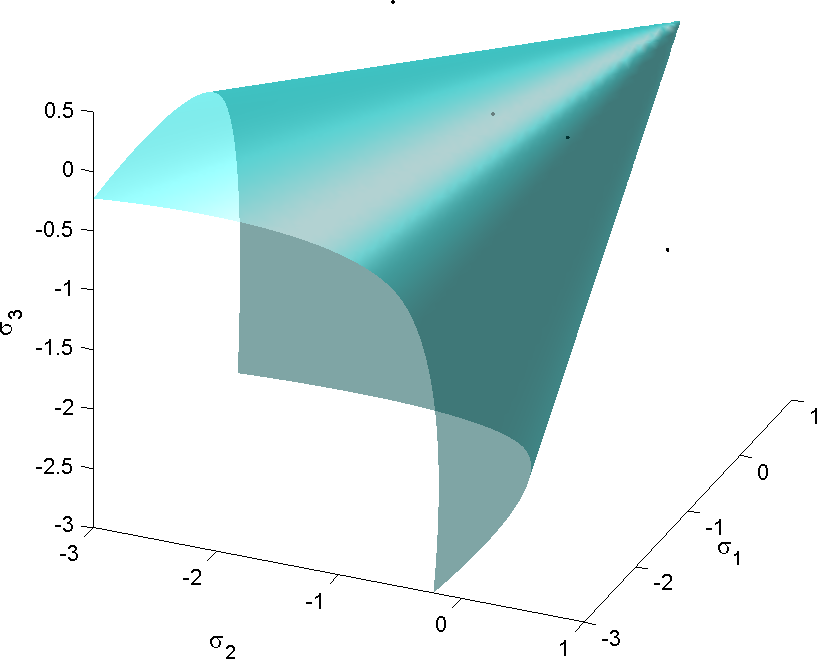
Figura 11: vista de la superficie de fluencia de Willam-Warnke en el espacio 3D de tensiones principales

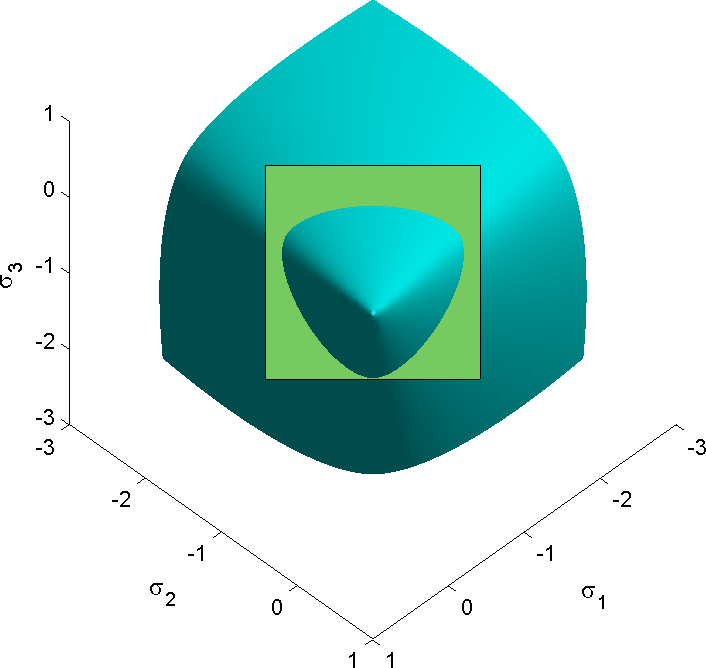
Figura 12: Superficie de fluencia de Willam-Warnke en el plano

### Superficies trigonométricas de fluencia de Podgórski y Rosendahl
Normalizado con respecto a la tensión de tracción uniaxial {\displaystyle \sigma _{\mathrm {eq} }=\sigma _{+}}, el criterio de Podgórski en función del ángulo de tensión {\displaystyle \theta } afirma que
{\displaystyle \sigma _{\mathrm {eq} }={\sqrt {3\,I_{2}'}}\,{\frac {\Omega _{3}(\theta ,\beta _{3},\chi _{3})}{\Omega _{3}(0,\beta _{3},\chi _{3})}},}
con la función de forma de simetría trigonal en el plano {\displaystyle \pi }
{\displaystyle \Omega _{3}(\theta ,\beta _{3},\chi _{3})=\cos \left[\displaystyle {\frac {1}{3}}\left(\pi \beta _{3}-\arccos[\,\sin(\chi _{3}\,{\frac {\pi }{2}})\,\!\cos 3\,\theta \,]\right)\right],\qquad \beta _{3}\in [0,\,1],\quad \chi _{3}\in [-1,\,1].}
Contiene los criterios de von Mises (círculo en el plano {\displaystyle \pi }, {\displaystyle \beta _{3}=[0,\,1]}, {\displaystyle \chi _{3}=0}), Tresca (hexágono regular, {\displaystyle \beta _{3}=1/2}, {\displaystyle \chi _{3}=\{1,-1\}}), Mariotte (triángulo regular, {\displaystyle \beta _{3}=\{0,1\}}, {\displaystyle \chi _{3}=\{1,-1\}}), Ivlev (triángulo regular, {\displaystyle \beta _{3}=\{1,0\}}, {\displaystyle \chi _{3}=\{1,-1\}}) y también el criterio cúbico de Sayir (el criterio de Ottosen) con {\displaystyle \beta _{3}=\{0,1\}} y los hexágonos isotoxales (equiláteros) del criterio de Capurso con {\displaystyle \chi _{3}=\{1,-1\}}. La transición von Mises - Tresca se sigue con {\displaystyle \beta _{3}=1/2}, {\displaystyle \chi _{3}=[0,1]}. Los hexágonos isogonales (equiangulares) del criterio de Haythornthwaite que contienen el criterio de Schmidt-Ishlinsky (hexágono regular) no se pueden describir con el criterio de Podgórski.
El criterio de Rosendahl dice que
{\displaystyle \sigma _{\mathrm {eq} }={\sqrt {3\,I_{2}'}}\,{\frac {\Omega _{6}(\theta ,\beta _{6},\chi _{6})}{\Omega _{6}(0,\beta _{6},\chi _{6})}},}
con la función de forma de simetría hexagonal en el plano {\displaystyle \pi }
{\displaystyle \Omega _{6}(\theta ,\beta _{6},\chi _{6})=\cos \left[\displaystyle {\frac {1}{6}}\left(\pi \beta _{6}-\arccos[\,\sin(\chi _{6}\,{\frac {\pi }{2}})\,\!\cos 6\,\theta \,]\right)\right],\qquad \beta _{6}\in [0,\,1],\quad \chi _{6}\in [-1,\,1].}
Contiene los criterios de von Mises (círculo, {\displaystyle \beta _{6}=[0,\,1]}, {\displaystyle \chi _{6}=0}), Tresca (hexágono regular, {\displaystyle \beta _{6}=\{1,0\}}, {\displaystyle \chi _{6}=\{1,-1\}}), Schmidt-Ishlinsky (hexágono regular, {\displaystyle \beta _{6}=\{0,1\}}, {\displaystyle \chi _{6}=\{1,-1\}}), Sokolovsky (dodecágono regular, {\displaystyle \beta _{6}=1/2}, {\displaystyle \chi _{6}=\{1,-1\}}), y también el criterio bicúbico con {\displaystyle \beta _{6}=0} o igualmente con {\displaystyle \beta _{6}=1} y los dodecágonos isotoxales del criterio de fluencia unificado de Yu con {\displaystyle \chi _{6}=\{1,-1\}}. Los dodecágonos isogonales del criterio multiplicativo ansatz de simetría hexagonal que contienen el criterio de Ishlinsky-Ivlev (dodecágono regular) no pueden ser descrito por el criterio de Rosendahl.
Los criterios de Podgórski y Rosendahl describen superficies individuales en el espacio de tensiones principal sin contornos exteriores adicionales ni intersecciones planas. Tenga en cuenta que para evitar problemas numéricos, la función de parte real {\displaystyle Re} se puede introducir en la función de forma: {\displaystyle Re(\Omega _{3})} y {\displaystyle Re(\Omega _{6})}. La generalización en la forma {\displaystyle \Omega _{3n}} es relevante para investigaciones teóricas.
Se puede obtener una extensión sensible a la presión de los criterios con la sustitución lineal {\displaystyle I_{1}}
{\displaystyle \sigma _{\mathrm {eq} }\rightarrow {\frac {\sigma _{\mathrm {eq} }-\gamma _{1}\,I_{1}}{1-\gamma _{1}}}\qquad {\mbox{with}}\qquad \gamma _{1}\in [0,\,1[,}
lo cual es suficiente para muchas aplicaciones, como por ejemplo diversos metales, hierro fundido, aleaciones, hormigón, polímeros no reforzados y otros.

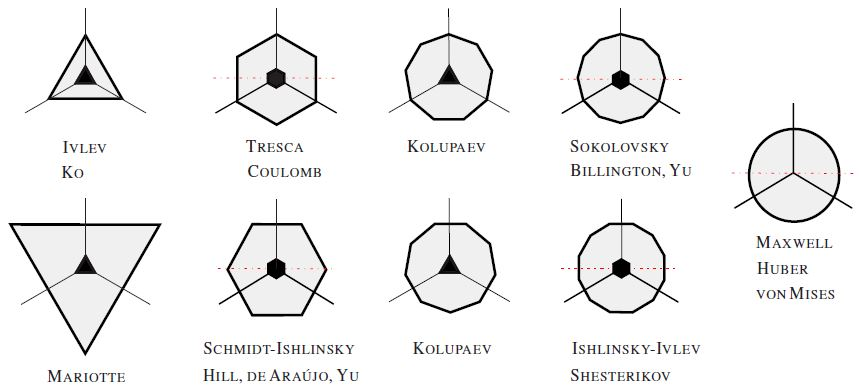
Secciones transversales básicas descritas por un círculo y polígonos regulares de simetría trigonal o hexagonal en el plano

### Superficie de fluencia Bigoni-Piccolroaz
El criterio de fluencia de Bigoni-Piccolroaz es una superficie de siete parámetros definida por
{\displaystyle f(p,q,\theta )=F(p)+{\frac {q}{g(\theta )}}=0,}
donde {\displaystyle F(p)} es la función "meridiano"
{\displaystyle F(p)=\left\{{\begin{array}{ll}-Mp_{c}{\sqrt {(\phi -\phi ^{m})[2(1-\alpha )\phi +\alpha ]}},&\phi \in [0,1],\\+\infty ,&\phi \notin [0,1],\end{array}}\right.}
{\displaystyle \phi ={\frac {p+c}{p_{c}+c}},}
que describe la sensibilidad a la presión y {\displaystyle g(\theta )} es la función "desviatoria"
{\displaystyle g(\theta )={\frac {1}{\cos[\beta {\frac {\pi }{6}}-{\frac {1}{3}}\cos ^{-1}(\gamma \cos 3\theta )]}},}
describiendo la dependencia de Lode de la fluencia. Los siete parámetros materiales no negativos son:
{\displaystyle \underbrace {M>0,~p_{c}>0,~c\geq 0,~0<\alpha <2,~m>1} _{{\mbox{defining}}~\displaystyle {F(p)}},~~~\underbrace {0\leq \beta \leq 2,~0\leq \gamma <1} _{{\mbox{defining}}~\displaystyle {g(\theta )}},}
definiendo la forma de las secciones de meridianos y desviadores.
Este criterio representa una superficie lisa y convexa, que está cerrada tanto en tensión como en compresión hidrostática y tiene una forma de gota, especialmente adecuada para describir materiales granulares y de fricción. Este criterio también se ha generalizado al caso de superficies con esquinas.

### Coseno Ansatz (Altenbach-Bolchoun-Kolupaev)
Para la formulación de los criterios de resistencia, se puede usar el ángulo de tensión:
{\displaystyle \cos 3\theta ={\frac {3{\sqrt {3}}}{2}}{\frac {I_{3}'}{I_{2}'^{\frac {3}{2}}}}}
El siguiente criterio de comportamiento del material isotrópico
{\displaystyle (3I_{2}')^{3}{\frac {1+c_{3}\cos 3\theta +c_{6}\cos ^{2}3\theta }{1+c_{3}+c_{6}}}=\displaystyle \left({\frac {\sigma _{\mathrm {eq} }-\gamma _{1}\,I_{1}}{1-\gamma _{1}}}\right)^{6-l-m}\,\left({\frac {\sigma _{\mathrm {eq} }-\gamma _{2}\,I_{1}}{1-\gamma _{2}}}\right)^{l}\,\sigma _{\mathrm {eq} }^{m}}
contiene una serie de otros criterios menos generales bien conocidos, siempre que se elijan valores de parámetros adecuados.
Los parámetros {\displaystyle c_{3}} y {\displaystyle c_{6}} describen la geometría de la superficie en el plano {\displaystyle \pi }. Están sujetos a las restricciones
{\displaystyle c_{6}={\frac {1}{4}}(2+c_{3}),\qquad c_{6}={\frac {1}{4}}(2-c_{3}),\qquad c_{6}\geq {\frac {5}{12}}\,c_{3}^{2}-{\frac {1}{3}},}
que se siguen de la condición de convexidad. En se propone una formulación más precisa de la tercera restricción.
Los parámetros {\displaystyle \gamma _{1}\in [0,\,1[} y {\displaystyle \gamma _{2}} describen la posición de los puntos de intersección de la superficie de fluencia con el eje hidrostático (espacio diagonal en el espacio de tensión principal). Estos puntos de intersección se denominan nodos hidrostáticos. En el caso de materiales que no fallan a presión hidrostática (acero, latón, etc.) se obtiene {\displaystyle \gamma _{2}\in [0,\,\gamma _{1}[}. De lo contrario, para materiales que fallan ante la presión hidrostática (espumas duras, cerámicas, materiales sinterizados, etc.), se sigue que {\displaystyle \gamma _{2}<0}.
Las potencias enteras {\displaystyle l\geq 0} y {\displaystyle m\geq 0}, {\displaystyle l+m<6} describen la curvatura del meridiano. El meridiano con {\displaystyle l=m=0} es una línea recta y con {\displaystyle l=0} es una parábola.

### Superficie de fluencia de Barlat
Para los materiales anisotrópicos, dependiendo de la dirección del proceso aplicado (por ejemplo, laminado), las propiedades mecánicas varían y, por lo tanto, es crucial utilizar una función de fluencia anisotrópica. Desde 1989 Frédéric Barlat desarrolló una familia de funciones de fluencia para el modelado constitutivo de la anisotropía plástica. Entre ellos, el criterio de fluencia Yld2000-2D se ha aplicado para una amplia gama de láminas metálicas (por ejemplo, aleaciones de aluminio y aceros avanzados de alta resistencia). El modelo Yld2000-2D es una función de fluencia de tipo no cuadrático basada en dos transformaciones lineales del tensor de tensión:

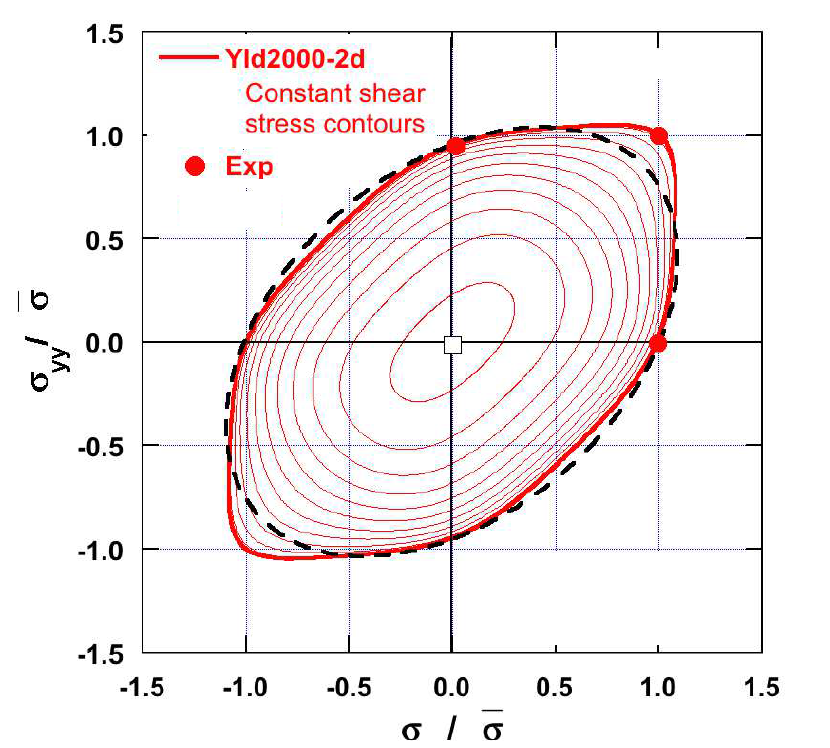
Los lugares geométricos de fluencia Yld2000-2D para una hoja AA6022 T4

{\displaystyle \Phi =\Phi '(X')+\Phi ''(X'')=2{{\bar {\sigma }}^{a}}} :
donde {\displaystyle {\bar {\sigma }}} es la tensión efectiva y {\displaystyle X'} y {\displaystyle X''} son las matrices transformadas (mediante transformación lineal C o L):
{\displaystyle {\begin{array}{l}X'=C'.s=L'.\sigma \\X''=C''.s=L''.\sigma \end{array}}}
donde s es el tensor de tensión desviador. Para valores principales de X’ y de X”, el modelo podría expresarse como:
{\displaystyle {\begin{array}{l}\Phi '={\left|{{{X'}_{1}}+{{X'}_{2}}}\right|^{a}}\\\Phi ''={\left|{2{{X''}_{2}}+{{X''}_{1}}}\right|^{a}}+{\left|{2{{X''}_{1}}+{{X''}_{2}}}\right|^{a}}\end{array}}\ }
y:
{\displaystyle \left[{\begin{array}{*{20}{c}}{{L'}_{11}}\\{{L'}_{12}}\\{{L'}_{21}}\\{{L'}_{22}}\\{{L'}_{66}}\end{array}}\right]=\left[{\begin{array}{*{20}{c}}{2/3}&0&0\\{-1/3}&0&0\\0&{-1/3}&0\\0&{-2/3}&0\\0&0&1\end{array}}\right]\left[{\begin{array}{*{20}{c}}{\alpha _{1}}\\{\alpha _{2}}\\{\alpha _{7}}\end{array}}\right],\left[{\begin{array}{*{20}{c}}{{L''}_{11}}\\{{L''}_{12}}\\{{L''}_{21}}\\{{L''}_{22}}\\{{L''}_{66}}\end{array}}\right]=\left[{\begin{array}{*{20}{c}}{-2}&2&8&{-2}&0\\1&{-4}&{-4}&4&0\\4&{-4}&{-4}&4&0\\{-2}&8&2&{-2}&0\\0&0&0&0&1\end{array}}\right]\left[{\begin{array}{*{20}{c}}{\alpha _{3}}\\{\alpha _{4}}\\{\alpha _{5}}\\{\alpha _{6}}\\{\alpha _{8}}\end{array}}\right]}
donde {\displaystyle \alpha _{1}...\alpha _{8}} son ocho parámetros del modelo Yld2000-2D de Barlat que se identificarán con un conjunto de experimentos.